# Tamazight (rete televisiva)
Tamazight o Attamina è un canale televisivo marocchino pubblico edito da SNRT.
Fondato nel 2010, Tamazight è il primo canale di lingua berbera in Marocco.
Dopo una fase di diffusione sperimentale di due mesi, il palinsesto è stato lanciato il primo marzo 2010.
I programmi vengono trasmessi tutti i giorni da lunedì a venerdì per sei ore, dalle 18 alle 24, e per 10 ore, sabato e domenica dalle 14 alle 24. Il 70% dei suoi programmi sono in lingua berbera (nelle sue tre varianti tashelhit, tarifit e tamazight). la maggior parte dei programmi sono sottotitolati in lingua araba. I programmi televisivi vanno dai dibattiti politici, economici, religiosi e programmi sportivi e di intrattenimento per bambini.

## Programmi

### Ragazzi
- Asarag n Imezyanen, programma per bambini
- Tiwiriwin n imal (Le future professioni)
- Dragon Ball (in lingua araba)

### Talk-show
- Amsawad? (Cosa è successo?, programma di attualità)
- Tademsa n tmazirt inu (L'economia del mio paese, programma di economia)

### Show
- Tasemɣurt (Il premio, programma di intrattenimento)
- Tiriwriwin (programma di intrattenimento)
- Tarwa n tmazirt inu (I figli del mio paese, programma educativo)
- Tissurifin (programma di musica)
- Tilugget (Il ponte, programma culturale)
- Iɣbula (Sorgenti, programma di attualità)

### Notizie
- Inɣmisen, telegiornale in lingua berbera
- Anzwi, meteo in lingua berbera

### Programmi sportivi
- Almuqqar n tunnunt (programma sportivo)